# Kollektivvertrag
Der Kollektivvertrag ist eine schriftliche Vereinbarung im Rahmen der österreichischen Sozialpartnerschaft. Dieser wird zwischen einer Interessenvertretung der Arbeitgeber- und der Arbeitnehmerseite geschlossen und ist wesentlicher Bestandteil des Arbeitsrechts.
Kollektivverträge enthalten traditionellerweise unter anderem Regelungen zu:
- Mindestlöhnen und Grundgehältern
- Sonderzahlungen (Urlaubsbeihilfe und Weihnachtsremuneration)
- Arbeitszeitfragen
- Kündigungsfristen und -termine.

Insbesondere für Arbeiter sind letztere Regelungen oft deutlich besser als die gesetzlichen Regelungen des Allgemeinen Bürgerlichen Gesetzbuches oder der Gewerbeordnung 1859. Für Angestellte hingegen sieht das Angestelltengesetz vor allem in arbeitsrechtlichen Fragen zumeist bessere Regelungen vor. In der Praxis werden Kollektivverträge zwischen den Fachgewerkschaften des Österreichischen Gewerkschaftsbunds (ÖGB) und den Fachorganisationen der Wirtschaftskammer geschlossen.
Gesetzliche Grundlage für die Kollektivverträge sind die §§ 2 bis 21 des Arbeitsverfassungsgesetzes.

## Begriff und Inhalt eines Kollektivvertrags
Durch Kollektivverträge werden die Rechtsbeziehungen zwischen den Kollektivvertragsparteien geregelt, weiters die „gegenseitigen aus dem Arbeitsverhältnis entspringenden Rechte und Pflichten der Arbeitgeber und der Arbeitnehmer“ (§ 2 Abs. 2 Z 2 ArbVG). Weitere mögliche Inhalte sind unter § 2 Abs. 2 Z 3 bis 7 ArbVG zu finden.
Der vorschreibende Teil des Kollektivvertrags entfaltet Normwirkung (§ 11 ArbVG), das bedeutet, die Vorschriften des Kollektivvertrags sind innerhalb ihres Geltungsbereichs für die diesem unterworfenen Arbeitnehmer und Arbeitgeber unmittelbar rechtsverbindlich. Davon ausgenommen ist nur der schuldrechtliche Teil, der den Vertrag selbst regelt, zum Beispiel das Datum des Inkrafttretens oder die Kündigungsfrist des Kollektivvertrages. Fehlen Angaben zum Wirksamkeitsbeginn, so wird der Kollektivvertrag mit dem auf die Kundmachung im Amtsblatt zur Wiener Zeitung folgenden Tag wirksam.
Jeder Kollektivvertrag ist nach seinem Abschluss beim Bundesministerium für Arbeit, Soziales, Gesundheit und Konsumentenschutz zu hinterlegen und im Amtsblatt zur Wiener Zeitung kundzumachen sowie im Betrieb aufzulegen (§ 14 Abs. 3 ArbVG).

## Kollektivvertragsfähige Körperschaften
Kollektivverträge sind schriftliche Verträge, die zwischen einer kollektivvertragsfähigen Körperschaft auf Arbeitnehmerseite und einer kollektivvertragsfähigen Körperschaft auf Arbeitgeberseite abgeschlossen werden. Kollektivvertragsfähig sind gemäß den §§ 4 bis 7 ArbVG
- die gesetzlichen Interessenvertretungen (z. B. die Wirtschaftskammern und die Arbeiterkammern)
- freiwillige Berufsvereinigungen, die vom Bundeseinigungsamt die Kollektivvertragsfähigkeit verliehen wurde, (wie dem Österreichischen Gewerkschaftsbund)
- juristische Personen des öffentlichen Rechts für ihre eigenen Arbeitnehmer, wenn sie nicht selbst Mitglied einer kollektivvertragsfähigen Körperschaft sind
- Vereine für ihre eigenen Arbeitnehmer, wenn sie nicht selbst Mitglied einer kollektivvertragsfähigen Körperschaft sind, und wenn ihnen vom Bundeseinigungsamt die Kollektivvertragsfähigkeit verliehen wurde.

Voraussetzung für die Verleihung der Kollektivvertragsfähigkeit durch das Bundeseinigungsamtes ist eine entsprechende wirtschaftliche Bedeutung, insbesondere im Hinblick auf die Zahl der Mitglieder. Bei Wegfall der Voraussetzungen kann die Kollektivvertragsfähigkeit wieder aberkannt werden. Die gesetzlichen Interessensvertretungen und die juristischen Personen des öffentlichen Rechts sind kraft Gesetz (ex lege), also ohne Entscheidung des Bundeseinigungsamtes kollektivvertragsfähig. In allen Fällen ist die „Gegnerunabhängigkeit“ der jeweiligen Organisation wesentliche Voraussetzung für die Verleihung der Kollektivvertragsfähigkeit und für die kraft Gesetzes eintretende Kollektivvertragsfähigkeit. Das heißt, die Organisation muss klar der Arbeitgeberseite oder der Arbeitnehmerseite zuzuordnen sein. Diese Gegnerunabhängigkeit ist bei den Ärztekammern, den Rechtsanwaltskammern und den Notariatskammern nur sehr eingeschränkt gegeben. Die Kollektivvertragsfähigkeit dieser Organisationen ist daher strittig.
§ 6 ArbVG ordnet an, dass die gesetzlichen Interessenvertretungen nur insoweit zum Abschluss eines Kollektivvertrags berechtigt sind, als keine freiwillige Berufsvereinigung einen Kollektivvertrag abgeschlossen hat. Daher haben in der Praxis die Arbeiterkammern ihre ihnen zukommende Kollektivvertragsfähigkeit nie ausgeübt. In der Regel werden Kollektivverträge auf Arbeitnehmerseite ausschließlich vom Österreichischen Gewerkschaftsbund abgeschlossen.
Anders ist die Situation bei den Arbeitgebern: hier werden – soweit solche bestehen – die gesetzlichen Interessenvertretungen in der Praxis tätig, obwohl auch hier die freiwilligen Berufsvereinigungen Vorrang hätten. Dies hat zur Konsequenz, dass wegen der Pflichtmitgliedschaft zur gesetzlichen Interessenvertretung in der Regel alle Arbeitgeber einer Branche kollektivvertragsangehörig sind. Im Zusammenspiel mit der Außenseiterwirkung führt dies dazu, dass in diesem Fall alle Arbeitsverhältnisse dem Kollektivvertrag unterliegen.

## Kollektivvertragsangehörigkeit und Außenseiterwirkung
Kollektivvertragsangehörig sind in erster Linie gemäß § 8 Z 1 ArbVG die Arbeitgeber und Arbeitnehmer, die jeweils der betreffenden kollektivvertragsfähigen Körperschaft angehören.
§ 12 ArbVG ordnet an, dass Kollektivverträge auch für nicht der arbeitnehmerseitigen Interessenvertretung angehörende Arbeitnehmer gelten, wenn (nur) der Arbeitgeber kollektivvertragsangehörig ist („Außenseiterwirkung“). Dies ist oftmals der Fall, da auf Arbeitgeberseite die Wirtschaftskammer oder eine andere gesetzliche Interessenvertretungen auftreten, hinsichtlich derer eine Pflichtmitgliedschaft besteht.

## Stufenbau der Rechtsordnung im Arbeitsrecht
Im Bereich des Arbeitsrechts werden Kollektivverträge nach Maßgabe eines „Stufenbaus der Rechtsordnung“ zwischen den Gesetzen und Verordnungen und den Betriebsvereinbarungen eingeordnet:
- Gesetze und Verordnungen
- Kollektivvertrag
- Betriebsvereinbarungen
- Einzelarbeitsvertrag

Die im Stufenbau untergeordneten Vorschriften dürfen von den im Stufenbau übergeordneten Vorschriften in der Regel nur Abweichungen zugunsten des Arbeitnehmers („Günstigkeitsprinzip“) enthalten. Dies wird auch einseitig-zwingend genannt. Teilweise lassen die übergeordneten Vorschriften auch Abweichungen zuungunsten des Arbeitnehmers vor („abdingbare Bestimmungen“), teilweise lassen die übergeordneten Vorschriften Abweichungen überhaupt nicht zu. Für Kollektivverträge trifft diese Anordnungen § 3 ArbVG.

## Gesetzliche Grundlage
Das Kollektivvertragsrecht ist im Arbeitsverfassungsgesetz und – für die Arbeiter in der Land- und Forstwirtschaft – im Landarbeitsgesetz geregelt. Keine Kollektivverträge sind nach § 1 Abs. 2 ArbVG für diejenigen Angehörigen des öffentlichen Dienstes vorgesehen, deren Dienstverhältnis durch besondere dienstrechtliche Vorschriften (wie dem Beamten-Dienstrechtsgesetz oder dem Vertragsbedienstetengesetz) geregelt ist. Ferner nimmt § 1 Abs. 2 ArbVG Heimarbeiter von seinem Anwendungsbereich aus; für diese sieht das Heimarbeitsgesetz Heimarbeitsgesamtverträge vor, die den Kollektivverträgen teilweise entsprechen.

## Bedeutung des Kollektivvertragsrechts
Eine entscheidende Bedeutung des Kollektivvertragsrechts besteht darin, dass der Kollektivvertrag die Machtasymmetrie, die bei einem Einzelarbeitsvertrag zwischen den Vertragsschließenden auf dem Arbeitsmarkt besteht, zugunsten des zu schützenden schwächeren Vertragspartners, des Arbeitnehmers, ausgleicht. Im Kollektivvertragsrecht selbst gibt es diesen besonderen Schutz zum Vorteil nur eines von zwei Vertragspartnern dagegen nicht mehr.
Besonders durch die Außenseiterwirkung der Kollektivverträge und durch die Tatsache, dass auch gesetzliche Interessenvertretungen, wie die Wirtschaftskammern zum Abschluss von Kollektivverträgen ermächtigt sind, erfüllen Kollektivverträge in Österreich eine starke Ordnungsfunktion, da sie in der Regel für alle Unternehmen einer Branche Mindestentgelten und sonstige arbeitsrechtliche Mindeststandards verbindlich vorgeben.
Mit dem autonomen Recht, Kollektivverträge abzuschließen, gewährt der Staat den kollektivvertragsfähigen Körperschaften einen Autonomiespielraum, die Regeln ihrer Zusammenarbeit autonom auszugestalten. Der Erfolg dieses Systems der Sozialpartnerschaft zeigt sich in Österreich insbesondere an der im Weltmaßstab vergleichbar geringen Anzahl von Streiks.